# Cui Yongxi
Cui Yongxi (chinês: 崔永熙; Yulin, 28 de maio de 2003), é um jogador chinês de basquete profissional que atualmente joga pelo Brooklyn Nets na National Basketball Association (NBA) e no Long Island Nets da G-League.
Ele também é membro da Seleção Chinesa de Basquetebol Masculino.

## Primeiros anos
Cui nasceu em Guangxi, China, filho de Cui Mingguang, um dos jogadores de basquete de rua mais prolíficos do sul da China. Inicialmente, aos 16 anos, ele participou do Basquete Sem Fronteiras, representando seu país natal e começando a se destacar. Depois disso, ele frequentou a NBA Academy em Camberra, graduando-se aos 18 anos, enquanto direcionava seu foco para se tornar um jogador profissional.

## Carreira profissional

### Guangzhou Loong Lions (2022–2024)
Cui começou sua carreira profissional com o Guangzhou Loong Lions da Liga Chinesa de Basquete (CBA). Na sua temporada de estreia, ele jogou em 43 jogos e teve médias de 12,0 pontos, 5,7 rebotes, 2,7 assistências e 1,8 roubos de bola em 30,8 minutos.
No seu segundo ano, Cui jogou 56 partidas e melhorou seus números em todas as áreas com médias de 15,7 pontos, 6 rebotes, 3,3 assistências, 1,7 roubos de bola e 0,3 tocos em 34,5 minutos, enquanto acertava 45,5% dos seus arremessos de quadra e 36,4% dos arremessos de três. Após o fim da temporada, ele se declarou para o draft da NBA.

### Brooklyn/Long Island Nets (2024–Presente)
Após não ser escolhido no draft da NBA de 2024, Cui se juntou ao Portland Trail Blazers para a Summer League de 2024. Em 20 de setembro, ele assinou um contrato de duas vias com o Brooklyn Nets e com seu afiliado na G-League, Long Island Nets.

## Carreira na seleção
Cui jogou pela Seleção Chinesa durante a Copa do Mundo de 2023 e, no ano seguinte, participou das eliminatórias da Copa da Ásia.

## Estatísticas da carreira

### China

#### Temporada regular
| Ano      | Equipe    | PJ | PT | MPJ  | AP   | 3P   | LL   | RT  | AS  | BR  | TO | PPJ  |
| -------- | --------- | -- | -- | ---- | ---- | ---- | ---- | --- | --- | --- | -- | ---- |
| 2022–23  | Guangzhou | 39 | 22 | 30.2 | .453 | .371 | .899 | 5.5 | 2.7 | 2.0 | .6 | 11.9 |
| 2023–24  | Guangzhou | 50 | 46 | 34.8 | .455 | .364 | .786 | 6.0 | 3.3 | 1.7 | .3 | 15.7 |
| Carreira | Carreira  | 89 | 68 | 32.5 | .454 | .367 | .842 | 5.7 | 3.0 | 1.8 | .4 | 13.8 |

#### Playoffs
| Ano      | Equipe    | PJ | PT | MPJ  | AP   | 3P   | LL   | RT  | AS  | BR  | TO | PPJ  |
| -------- | --------- | -- | -- | ---- | ---- | ---- | ---- | --- | --- | --- | -- | ---- |
| 2022–23  | Guangzhou | 4  | 4  | 41.5 | .346 | .280 | .643 | 8.0 | 2.8 | .3  | .3 | 13.0 |
| 2023–24  | Guangzhou | 6  | 6  | 36.5 | .507 | .375 | .760 | 4.3 | 1.3 | 1.0 | .7 | 16.7 |
| Carreira | Carreira  | 10 | 10 | 39.0 | .426 | .327 | .701 | 6.1 | 2.0 | .6  | .5 | 14.8 |

## Links externos
- Cui Yongxi - Perfil da NBA
- Cui Yongxi - perfil CBA
- Cui Yongxi - Perfil da FIBA